# مصرف قطر المركزي
مصرف قطر المركزي هو المصرف المركزي في دولـة قطـرأنشأ في 5 أغسطس 1993 لتمثيل السلطة النقدية في دولة قطر. تم منح المصرف صلاحية رسم السياسات النقدية والمصرفية والائتمانية في دولة قطر وتم في 17 نوفمبر 2021 تعيين الشيخ بندر بن محمد بن سعود آل ثاني محافظاً لمصرف قطر المركزي خلفاً للشيخ عبد الله بن سعود آل ثاني.

## أهداف المصرف
بحسب قانون مصرف قطر المركزي وتنظيم المؤسسات المالية الصادر بالقانون رقم (13) لسنة 2012 فإن أهداف مصرف قطر المركزي تتلخص في المحافظة على قيمة النقد والرقابة والاشراف على الخدمات والأعمال في الاسواق المالية القطرية، وايجاد قطاع للخدمات والاعمال يستند إلى قواعد السوق، بالإضافة إلى ضمان التطور المنتظم لقطاع الخدمات والأنشطة المالية.

## المبنى
يقع في الكورنيش بجانب سوق واقف شارع عبد الله بن جاسم. هناك المبنى الملحق والادارات في الطابق الرابع إلى السادس من عمارة اليونايتد بنك مقابل متحف الفن الإسلامي.

## وصلات خارجية
- صورة مصرف قطر المركزي
- موقع مصرف قطر المزكزي